# 满奋
满奋（？—304年），字武秋，山阳郡昌邑縣（今山東省巨野縣和金鄉縣之間）人。父親满炳，祖父满宠，伯父满伟，西晋大臣。
满奋身长八尺，生性清静平和，有才识，体量通雅，有祖父满宠的风采。满奋怕风，一次在晋武帝身旁侍坐，北窗為琉璃屏，看起来好像容易透风，其實很严实，满奋不知道，面有难色。晋武帝就笑话他。满奋回答：“臣好比是吴地的牛，见到月亮就喘息起来（臣犹吴牛，见月而喘）。”元康年间满奋官至尚书令、司隶校尉。300年，愍怀太子司马遹被废，故臣冒禁拜辞。司隶校尉满奋命令河南縣中部逮捕拜辞者送狱，乐广將這些人釋放。301年，尚书令满奋，仆射崔随、乐广为副，奉皇帝玺绶以禅位于司馬伦。司馬伦登太极殿，即帝位，大赦，改元建始。304年，司馬乂之亂后，盧志請求以满奋为司隶校尉治理洛陽。晉惠帝到鄴城，成都王司馬颖以周馥守河南尹。上官巳等奉清河王司馬覃为太子，周馥和满奋等計劃除掉上官已，事情泄露，滿奋被害。刘孝标在注里说，满奋为荀觊所害，而据干宝《晋纪》记载，满奋实为苗愿所杀。

## 人物评价
- 《冀州记》：奋性清平，有识检。
- 《晋诸公赞》：奋体量通雅，有宠风也。
- 《异苑》：晋司隶校尉高平满奋，字武秋。丰肥，肤肉溃裂，每至暑夏，辄膏汗流溢。